# Демерт, Николай Александрович
Николай Александрович Демерт (декабрь 1835, Чистопольский уезд, Казанская губерния — 20 марта (1 апреля) 1876, Москва) — русский писатель-публицист, журналист.

## Биография
Родился в Чистопольском уезде Казанской губернии, Демерт происходил из помещичьей семьи среднего достатка.

### Образование
Образование получил в Казанской гимназии, куда поступил в 1844 г., а вышел в 1852 г. для поступления в Казанский университет, где и кончил курс кандидатом по юридическому факультету. По выходе из университета Демерт несколько лет был домашним воспитателем у одного помещика. Потом, после крестьянской реформы, был мировым посредником первого призыва, причем имел случай и возможность близко узнать тяготы деревни и нужды крестьянского быта, а с открытия земских учреждений стал членом чистопольского земства, а потом и председателем управы.

### Начало литературной деятельности
Демерта тянуло в столицу и в 1864 г. он переехал сначала в Москву, а потом в Петербург, где и решил отдаться исключительно литературному труду, призвание к которому проявилось в нём очень рано, ещё в гимназии, где он написал целую груду стихов; впрочем, до его приезда в Москву им были напечатаны только рассказ: «Из студенческих воспоминаний» в «Московском Вестнике» 1860 г. и небольшая комедия: «Гувернантка третьего сорта с музыкой», в «Современнике» 1861 г. В Москве Демерт увлекался сценою и принимал некоторое участие в «Московских Ведомостях» и «Развлечении».

### Журналистика
В 1865 г. по приезде в Петербург он сделался постоянным сотрудником Петербургских Ведомостей под редакцией В. Ф. Корша и заведовал отделом провинциальных известий. Живой юмор, оригинальный склад, весёлость и вместе с тем странность статей Демерта выдвинула автора, обусловила знакомство его с В. С. Курочкиным и положила начало его постоянному сотрудничеству в «Искре», обошедшемуся этой газете в несколько громких процессов по делам печати. В 1867 г. с целью утилизировать своё громадное и разностороннее знание народного быта и для уяснения потребностей и земского дела, Демерт приступил к писанию романа, под названием: «Чернозёмные силы», но написал только его начало, которое и было напечатано в «Невском сборнике» 1867 г. Затем Демерт ненадолго принял в провинции место домашнего учителя. Ho в 1868 году, когда начала оживляться русская журналистика, он возвратился в Петербург и стал усиленно работать в «Искре», писать для «Современного Обозрения» Тиблена, а с осени и для «Отечественных Записок». С 1869 г. по приглашению первой редакции преобразованной «Недели» (П. Конради) он стал вести внутренний отдел этой газеты, и писал корреспонденции в московские «Современные известия» и другие провинциальные издания, а с 1874 г. при перемене редакции сделался постоянным сотрудником «Биржевых Ведомостей», перешедших к Полетике, и вёл здесь отдел внутренней хроники.
Надломленность души выражалась в наклонности к кутежам, которые удлиняясь и учащаясь с летами, перешли мало-помалу в запой. Запой не замедлил повлиять гибельно на его умственные способности и в начале 1875 г. в нём обнаружились некоторые признаки помешательства. Не переставая пить и в чаду помешательства, Демерт в 1876 г. прибыл в Москву, и переночевав в гостинице, скрылся и потом был взят на улице с явными признаками расстройства умственных способностей и помещён в московскую полицейскую больницу, где он и умер. Так кончил жизнь этот талантливый публицист, похороненный на Ваганьковском кладбище в общей могиле, отыскать которую не оказалось никакой возможности.

## Оценка творчества
Результатом тяжёлого и усидчивого труда в последний 6—7-летний период жизни Демерта были его ежемесячные хроники в «Отечественных Записках»: «Наши общественные дела», и многочисленные газетные внутренние обозрения, а также отдельные статьи, подписанные то Кушетковым («О наших земских училищах», «Земство и Духовенство» и др.), то буквою Д. («Новая Воля. Из записок служившего когда-то по крестьянским делам» в Отеч. Зап. 1869 г. т. 186 и 187. «С больной головы на здоровую», «Наша общественная жизнь», там же, том 213, и др.).
Хроники Демерта были весьма оригинальным явлением в литературе того времени и даже исключительным в своём роде; каждая его статья была проникнута глубокой страстностью, в которой светился светлый ум земца-практика, отлично знавшего все закулисные тайны земского дела. Демерт представил собою непосредственную натуру, чуждую всякой выработки и надуманной принципиальности. Это была глубоко страстная натура, всеми силами своей души ненавидевшая все вековые неправды на Руси и надломленная этими же неправдами.